# 小行星58682
小行星58682（58682 Alenašolcová）是一颗绕太阳运转的小行星，为主小行星带小行星。该小行星于1998年1月19日发现。
該小行星以捷克數學家艾倫娜·紹爾科娃命名。

## 轨道参数
小行星58682的轨道半长轴为397 269 352 km，2.6555438 UA，离心率为0.161。